# Buenas noches, mi amor
 Buenas noches, mi amor  es una película en blanco y negro de Argentina dirigida por Román Viñoly Barreto que, producida en 1961, nunca fue estrenada comercialmente y que tuvo como protagonistas a Gilda Lousek, Florén Delbene, Elena Lucena y Miguel Amador.

## Reparto
- Gilda Lousek
- Florén Delbene
- Elena Lucena
- Miguel Amador